# Beloostrov
Beloostrov est une commune urbaine sous la juridiction de Saint-Pétersbourg.